# 平措扎西
平措扎西（1959年—），男，藏族，西藏日喀则人，中国曲艺家，曾任西藏自治区曲艺家协会主席，西藏自治区文学艺术界联合会副主席。